# براندون مور (لاعب كرة قدم أمريكية)
براندون مور (بالإنجليزية: Brandon Moore)‏ هو لاعب كرة قدم أمريكية أمريكي، ولد في 16 يناير 1979 في إيست ميدو في الولايات المتحدة.

## وصلات خارجية
- براندون مور (لاعب كرة قدم أمريكية) على موقع مرجع كرة القدم المحترفة.كوم (الإنجليزية)
- براندون مور (لاعب كرة قدم أمريكية) على موقع JustSportsStats.com (الإنجليزية)